# خلف مساعدة
خلف مساعدة سياسي ومحامي أردني. شغل منصب وزير العدل في حكومة عبد الرؤوف الروابدة في 15 كانون الثاني سنة 2000. أسس مكتب خلف مساعدة وشركاه عام 1968. وهو والد أحمد مساعدة.  